# Hideharu Miyahira
Hideharu Miyahira –en japonés, 宮平秀治, Miyahira Hideharu– (Otaru, 21 de diciembre de 1973) es un deportista japonés que compitió en salto en esquí.
Ganó cuatro medallas en el Campeonato Mundial de Esquí Nórdico, en los años 1999 y 2003. Participó en los Juegos Olímpicos de Salt Lake City 2002, ocupando el quinto lugar en la prueba por equipos.

## Palmarés internacional
| Campeonato Mundial | Campeonato Mundial     | Campeonato Mundial | Campeonato Mundial |
| Año                | Lugar                  | Medalla            | Prueba             |
| ------------------ | ---------------------- | ------------------ | ------------------ |
| 1999               | Ramsau (Austria)       | Medalla de plata   | TN individual      |
| 1999               | Ramsau (Austria)       | Medalla de bronce  | TG individual      |
| 1999               | Ramsau (Austria)       | Medalla de plata   | TG por equipos     |
| 2003               | Val di Fiemme (Italia) | Medalla de plata   | TG por equipos     |